# Шестојануарска диктатура
Шестојануарска диктатура, у Хрватској позната као Шестосијечањска диктатура, назив је за период апсолутистичке владавине краља Александра I Карађорђевића у Краљевини Срба, Хрвата и Словенаца који је трајао од 6. јануара 1929. до 3. септембра 1931. године.
Дана 6. јануара 1929. године краљ Александар I Карађорђевић је распустио Народну скупштину, забранио рад свих политичких странака и синдиката, политичке скупове и увео цензуру штампе. Шестојануарска диктатура је званично окончана доношењем Октроисаног устава 1931. године.

## Позадина
У Краљевини Срба, Хрвата и Словенаца парламентаризам није у потпуности постојао, јер није било демократског поретка, националне равноправности и стабилног вишестраначког система. Због тога је и настала криза парламентарног система, која је била последица класних, националних и политичких разлика у једној вишенационалној држави каква је била Краљевина СХС.
Недовољно добро решено аграрно, национално и радничко питање изазвало је кризу и нестабилност државе. Користећи овакво стање, Сељачко-демократска коалиција коју су чиниле Хрватска сељачка странка Стјепана Радића и Самостална демократска странка Светозара Прибићевића, тражила је ревизију Видовданског устава из 1921. године. Стварање Сељачко-демократске коалиције је заоштрило сукоб ове две странке са Народном радикалном странком. Дана 20. јуна 1928. радикалски посланик Пуниша Рачић је убио посланике Хрватске сељачке странке Павла Радића и Ђуру Басаричека и тешко ранио Стјепана Радића, који је умро од последица рањавања 8. августа 1928. године. Народна скупштина се састала поново 1. августа, али посланици Сељачко-демократске коалиције су одбили да учествују.

## Увођење диктатуре
Атентат у Народној скупштини означио је крај парламентарног система у Краљевини СХС, па је краљ одлучио да изврши државни удар и да укине грађанску демократију. Искористивши смрт Стјепана Радића и блокаду рада Народне скупштине, краљ Александар је сматрао да не може решити насталу кризу парламентарним путем, па је у краљевској прокламацији објављеној 6. јануара 1929. објавио да су „ти жалосни раздори и догађаји (...) поколебали код Народа веру у корисност те установе“ те да зато између краља и народа „не може и не сме бити више посредника“. Краљ је укинуо Видовдански устав и лично преузео законодавну и извршну власт. За председника Министарског савета је именовао генерала Петра Живковића. Министарски савет чинили су дворски људи и дисиденти из грађанских странака. Такође су на неке друге цивилне дужности доведене војне особе, посебно у Хрватској и Старој Србији. Народна скупштина је распуштена, забрањен је рад свих политичких странака, уведена је строга цензура новина и књига. Забрањени су сви политички зборови, националне, синдикалне и верске организације. Забрањена је и употреба националних имена и амблема. Краљ Александар је сматрао да су људи "заслепљени политичким страстима" злоупотребили парламентаризам, што је довело до народног разједињавања, уместо да јача народни дух и јединство. Зато је оправдавао државни удар највишим државним и народним интересима, иако га је сматрао последњим, али неопходним кораком.
Међутим, диктатура је само продубила кризу уместо да је превазиђе. Диктатуру је обележила милитаризација власти, политика "чврсте руке" Божe Кундакa, забрана рада странака, укидање парламентаризма, као и интернирање политичких неистомишљеника. Она је искоришћена и за обрачун са комунистима. Грађанске странке нису пружиле отпор диктатури, а није га пружио ни народ незадовољан стањем у држави насталом услед непрекидних страначких сукоба, злоупотреба и корупције.
Увођењем диктатуре укинути су сви видови представничких тела грађана, а краљ се у својим пословима ослањао на државни апарат.
Диктатуром је прокламована идеологија „интегралног југословенства“, а шестојануарска влада је радила на оснивању удружења, организација, новина и часописа који су ширили пропаганду о југословенској нацији. Тим новим и постојећим друштвима и организацијама које су промовисале југословенство било је дозвољено деловање, а неке од њих су биле:
- Југословенска акција,
- Соко Краљевине Југославије,
- Народна одбрана,
- Удружење четника за слободу и част Отаџбине, итд.[12]

Увођењем диктатуре краљ Александар је покушао да националне разлике реши проглашавањем једне јединствене југословенске нације.

### Политички обрачуни са радикалним групама
Током диктатуре су биле ограничене политичке слободе, полиција је прогонила илегалне радикалне групе као што су хрватски и македонски националисти, албански и црногорски сепаратисти и комунисти, против којих је још 1920. била донесена Обзнана. Водство КПЈ се припремало за оружани устанак, па је око 400 чланова КПЈ и СКОЈ-а убијено у периоду од 1929. до 1932. године. Овако великим жртвама допринела је директива водства КПЈ за припрему оружаног устанка, подстакнута проценом Шестог конгреса Коминтерне о приближавању опште кризе капитализма. Поред комуниста, диктатури су се противили и лево крило Земљорадничке странке Драгољуба Јовановића и лево крило Демократске странке Љубе Давидовића, Хрватска сељачка странка, Самостална демократска странка и крило Народне радикалне странке на челу са Ацом Станојевићем. Влатко Мачек је у децембру 1929. ухапшен и дуго држан у затвору, али је пуштен без оптужбе. Потпредседник ХСС-а Јосип Предавац ухапшен је због слома Сељачке задружне банке и осуђен на 2 и по године затвора. Мачек у својим Мемоарима тврди да је пропаст банке у ствари изазвала држава, која је преко Југословенске народне банке контролисала банкарски систем. Касније, у јулу 1933, Предавц је убијен.
Светозар Прибићевић је прво интерниран у Брус (Србија), а затим му је због лошег здравља допуштено да напусти земљу. Умро је у Чехословачкој 1936. године. У емиграцију одлазе ХСС-ови прваци Јурај Крњевић и Аугуст Кошутић, као и радикални националисти Анте Павелић (посланик Народне скупштине из редова Хрватског блока), Густав Перчец, Бранимир Јелић и др.
Већина опозиционих српских политичара је примила увођење диктатуре без активног отпора. Српска опозиција се углавном нечујно повукла са политичке позорнице, „уплашена и деморалисана, повинујући се законским прописима о забрани и распуштању странака и удружења“. На удар власти је дошао Драгољуб Јовановић, вођа левог крила Савеза земљорадника, који је осуђен на годину дана затвора.
Усташе су покушале да подигну неуспешан Велебитски устанак 1932, који је међутим постигао снажан пропагандни учинак, посебно у фашистичкој Италији.

### Подршка диктатури
Краљ се у увођењу диктатуре ослањао на војне врхове и жандармерију, групу српских политичара везаних уз двор и на представнике крупног капитала којима је у интересу ред у земљи. Подршку је добио и у Словенији од словеначких либерала, као и од Антона Корошеца, председника Словенске људске странке (СЛС), која је ушла у владу генерала Живковића. Међутим, Корошец и група вођа СЛС су 1933. интернирани, Корошец на Хвар, а остали у Босну.
У владу генерала Живковића ушла су и петорица Хрвата, представници крупног капитала, политички противници ХСС-а, од којих су тројица држала кључне привредне ресоре: Славко Шврљуга, председник Загребачке берзе и потпредседник Удружења хрватских индустријалаца, постаје министар финансија; др Желимир Мажуранић, правни заступник великих предузећа, постао је министар трговине и индустрије; проф. др Ото Франгеш, пре Првог светског рата члан босанске владе, постао је министар пољопривреде. Влатко Мачек се надао да ће увођењем диктатуре моћи да почну директни преговори између краља и ХСС око статуса Хрватске, јер би се могла заобићи српска политичка елита. Због тога хрватски опозициони политичари на челу са Мачеком нису пружили отпор диктатури. Ипак, краљева политика интегралног југословенства је осујетила ове планове.
Савезничке земље нису осуђивале увођење диктатуре. Краљ се могао ослонити на подршку земаља које су у држави имале уложен знатан капитал, а посебно Француске и Чехословачке. Француској је такође била у интересу стабилност Краљевине Југославије у сукобу са Мусолинијевом Италијом (која је пружала помоћ усташама). Међутим, светска економска криза која је тада владала је задала катастрофалан ударац заосталој привреди Југославије, погоршала је положај становништва и изазвала је још веће незадовољство, што је довело до свакодневних протеста и сукоба са органима реда. Крупна буржоазија је тражила обнову парламентарног система. Инострани капиталисти су, из страха да им инвестиције и концесије не пропадну због оваквог стања у земљи, захтевали од краља да одустане од диктатуре, тако да су Француска и Чехословачка 1931. године вршиле притисак на краља да изврши ограничене реформе.
Подршку увођењу диктатуре пружило је и посланство Велике Британије, оцењујући је као неопходну меру за поновно успостављање реда у краљевини.
Краљ је могао рачунати и на одређену подршку нижих слојева, незадовољних јаловим препуцавањима политичара. Живковићева влада је обећала бригу режима за спровођење мера за санирање привреде и отклањање привредних и социјалних невоља народа.

## Закони диктатуре
У току Шестојануарске диктатуре донето је неколико закона који су прописивали начин организације власти и основне циљеве прокламације којом је она уведена, а то су били очување државног и народног јединства, као и реда и дисциплине у држави.
Закони који су донети за време диктатуре краља Александра I Карађорђевића били су:
1. Закон о краљевској власти и врховној државној управи био је најважнији међу њима. Донет је истог дана када и прокламација о увођењу диктатуре 6. јануар 1929. године. Овај закон је допринео да се целокупна власт нађе у краљевим рукама. Краљ проглашава и издаје законе указом, који садржи текст закона. Поред краља, законе премапотписују председник Министарског савета, ресорни министар и министар правде. По краљевом овлашћењу управну власт вршили су министри одређених ресора. Краљ одређује број министарстава, именује председника Владе, тј. Министарског савета и његове чланове - министре, који стоје непосредно под краљем и раде по његовом овлашћењу. Министри су одговорни краљу, а он их може оптужити. Краљ именује чланове Државног суда који суди министрима. Сва судска власт у земљи се врши у краљево име.
Краљ поставља државне чиновнике, додељује војне чинове, има право амнестирања, одлучује о рату и миру, представља државу у међународним односима. Он је и врховни војни заповедник.
Краљевина Срба, Хрвата и Словенаца је овим законом од једне уставне парламентарне монархије, постала наследна монархија са апсолутистичким владарем, чија је личност неприкосновена. Краљ не подлеже никаквој одговорности, нико га не може тужити, надређен је свима, јер се у његовим рукама налазе све функције државне власти.
2. Закон о заштити јавне безбедности и поретка у држави, познатији као Закон о заштити државе, такође је донет 6. јануара 1929. године. Представљао је новелу истоименог закона од августа 1921. године који је донет против Комунистичке партије. Њиме је забрањен рад политичких странака и удружења, забрањује и растура све политичке странке које имају национална или верска обележја, прокламује интегрално југословенство. У њему се казне пооштравају у односу на Закон из 1921. године. Проширен је у марту 1929. године одредбама против сепаратизма које предвиђају казну за сваки покушај промене политичког или социјалног поретка, који је краљ утемељио прокламацијом.
3. Закон о државном суду за заштиту државе донет је 8. јануара 1929. године. Њиме је основан Државни суд за заштиту државе при Касационом суду у Београду, који има задатак да суди свима који се противе државном поретку.
4. Законом о називу и подели Краљевине на управна подручја од 3. октобра 1929. године промењено је име Краљевине Срба, Хрвата и Словенаца у Краљевина Југославија, а њиме је и држава административно подељена на девет бановина, уместо на 33 области (које никада и нису формиране због противљења Хрватске сељачке странке). Ново име државе изражавало је интегрални југословенски унитаризам, народно и државно јединство. 
Управна подела на девет бановина није пратила историјске, већ географске и економске границе са изричитим циљем да се историјске покрајине разбију.
То су биле:
1. Вардарска бановина (Скопље) - којом је обухваћена територија Македоније;
2. Моравска бановина (Ниш) - обухватала је највећи део предратне Србије;
3. Дунавска бановина (Нови Сад) - која је обухватала северне делове предратне Србије, Бачку, Банат и Барању, као и велики део Срема;
4. Дринска бановина (Сарајево) - којом су обухваћени средњи и источни делови Босне и Херцеговине и западни делови Србије;
5. Зетска бановина (Цетиње) - обухватала је делове Црне Горе, део Метохије, делове Херцеговине и део јужне Далмације;
6. Приморска бановина (Сплит) - обухватала је северну и средњу Далмацију, као и југозападне делове Босне и Херцеговине;
7. Врбаска бановина (Бања Лука) - обухватала је Босанску крајину;
8. Савска бановина (Загреб) - која је обухватала највећи део Хрватске и Приморја;
9. Дравска бановина (Љубљана) - која је обухватала Словенију.[25]

Посебно, десето подручје чинио је град Београд са Земуном и Панчевом.
Србија је овим законом подељена на пет бановина, а Босна на четири. Неке историјске целине се нису могле поделити као што су биле нпр. Црна Гора, Македонија и Словенија.
5. Закон о банској управи донет је у новембру 1929. године. Њиме је бановина дефинисана као управна и самоуправна јединица, али у пракси није постојала самоуправа бановине. Организација бановина је била заснована на строго централистичком принципу. Оне су биле управно-територијалне јединице, чији су органи власти били: бан, бановинска управа и бановинско веће. Бан је обављао одређене државне послове, за које непосредно одговара краљу, који га и поставља на предлог председника Владе. Бан је одговоран и Министарском савету.

## Доношење новог устава и крај диктатуре
Диктатура је имала врло уску социјалну и политичку базу, а економски је била неуспешна.
Југословенска привреда погођена светском економском кризом је била озбиљно уздрмана. Диктатура је економски погодовала само крупним капиталистима, а идеологија уништења националних разлика изазвала је код свих народа супротан учинак. 
Велика незапосленост радника, национални сукоби, пад цена сељачких производа и надница, презадуженост сељака, били су само неки од разлога због којих није било могуће остварење циљева прокламованих увођењем диктатуре.
Убрзо почиње да се испољава масовно незадовољство приликама у Краљевини Југославији, па је краљ Александар 3. септембра 1931. године одустао од отворене диктатуре и донео Октроисани устав. Спроведени су формални парламентарни избори на којима се појавила само једна странка, режимска Југословенско радничко-сељачка демократија, касније преименована у Југословенску националну странку. Тиме је окончана Шестојануарска диктатура.
Међутим, диктатура није у потпуности нестала. Септембарским (октроисаним) уставом створена је само заблуда о престанку апсолутистичког режима, тако да се диктатура и после доношења устава наставила. Септембарски устав је предвиђао централистичко уређење државе, а Краљевина Југославија је постала уставна и наследна монархија. За разлику од Видовданског устава који је предвиђао парламентаризам, о њему у овом уставу није било ни говора. Краљ и даље остаје неприкосновена личност, а за његове акте одговарају Министарски савет и министри. Он потврђује и проглашава законе, сазива Народну скупштину, а има право и да је распусти. Народно представништво овим уставом постаје дводомно и чине га: Народна скупштина и Сенат. Један број чланова Сената краљ сам поставља, тако да има могућност утицаја на усвајање закона и мера које му не одговарају.
Члан 116 Септембарског устава предвиђа да краљ у изванредним ситуацијама може да поступа мимо устава, а да сагласност Народног представништва може тражити накнадно. Овај члан правници називају "малим уставом". Одредбама овог Устава се отворена диктатура претворила у уставну.
У приближно исто време када је уведена Шестојануарска диктатура у Србији, многе државе Балкана су прошле кроз сличан сценарио услед слабости грађанског друштва, изборних манипулација, политичког насиља, неизграђеног политичког система, итд. Тако је 1935. године у Румунији диктатуру завео краљ Карол II, а пре њега су то урадили краљ Ахмед Зогу у Албанији и краљ Борис III у Бугарској. За разлику од њих, у Грчкој диктатуру није увео краљ, већ генерал Јоанис Метаксас. Слична ситуација је била и широм Европе (у Италији, Шпанији, Немачкој, итд.).
Шестојануарска диктатура и идеологија о интегралном југословенству коју је прокламовала нису спречиле распад државе и јачање националних покрета, већ су ојачале сепаратистичке тенденције. Оживљавају сепаратистичке снаге у Македонији и Хрватској. Анте Павелић организује усташку делатност, а Иван Ванча Михајлов избија на чело ВМРО-а.
У Краљевини Југославији није постојала политичка основа на којој би се заснивао фашизам како су неки тврдили. За разлику од фашизма и националсоцијализма, балканске диктатуре нису биле тоталитарне, упркос чињеници да су биле ауторитарне и национално конзервативне. Оне су за циљ имале јачање државе и националну интеграцију.

## Страдали током Шестојануарске диктатуре
Неке од најистакнутијих личности, страдалих током Шестојануарске диктатуре, су:
- Јосип Адамић (1907—1931), члан МК КПЈ за Загреб и секретар ПК СКОЈ-а за Хрватску, убијен 15. октобра 1931. године у Загребу;
- Маријан Браун, члан ПК КПЈ за БиХ и секретар МК КПЈ за Сарајево, убијен јула 1930. године у Сарајеву;
- Брацан Брацановић (1893—1929), члан ЦК КПЈ и секретар ПК КПЈ за Србију, убијен августа 1929. године у Београду;
- Божо Видас Вук (1893—1931), члан ЦК КПЈ, убијен новембра 1931. године у Загребу;
- Јосип Дебељак (1902—1931), секретар ЦК СКОЈ-а, убијен 15. октобра 1931. године у Загребу;
- Ђуро Ђаковић (1886—1929), организациони секретар ЦК КПЈ, убијен 25. априла 1929. године југословенско-аустријској граници;
- Јосип Колумбо (1905—1930), политички секретар ЦК СКОЈ-а, убијен 14. августа 1930. године у Загребу;
- Паја Маргановић (1904—1929), секретар ЦК СКОЈ-а, убијен 30. јула 1929. године у Загребу;
- Марко Машановић (1894—1930), члан ЦК КПЈ, убијен априла 1930. године у Црној Гори;
- Јанко Мишић (1900—1929), организациони секретар ЦК СКОЈ-а, погинуо у борби с полицијом, у Самобору, 27. јула 1929. године;
- Мијо Орешки (1905—1929), политички секретар ЦК СКОЈ-а, погинуо у борби с полицијом, у Самобору, 27. јула 1929. године;
- Славко Орешки (1901—1929), вођа технике ЦК СКОЈ-а, погинуо у борби с полицијом, у Самобору, 27. јула 1929. године;
- Перо Поповић Ага (1905—1930), организациони секретар ЦК СКОЈ-а, убијен 14. августа 1930. године у Загребу;
- Јосип Предавец (1884—1933), историчар, политичар, потпредседник ХСС-а, убијен на кућном прагу у Дугом Селу 14. јула 1933. године;
- Риста Самарџић (1895—1930), члан Политбироа ЦК КПЈ, убијен октобра 1930. године у Загребу;
- Јосип Хаук, члан МК КПЈ за Осијек, убијен 29. августа 1929. године у Осијеку;
- Никола Хећимовић (1900—1929), секретар Црвене помоћи, убијен 25. априла 1929. године југословенско-аустријској граници;
- Златко Шнајдер (1903—1931), секретар ЦК СКОЈ-а, умро 1931. у Загребу од последица мучења у зеничком затвору;
- Милан Шуфлај (1879—1931), историчар, књижевник, члан ХСП-а, један од утемељитеља албанологије у светским размерима, насмрт изударан штапом у центру Загреба 19. фебруара 1931. године.

Лист „Пролетер“ је 1935. године објавио непотпуну статистику на основу новинских података, у којој је изнесен преглед политичких процеса и осуда по Закону о заштити државе, и то у раздобљу од 1929. до 1935. године. У овој табели не налазе се жртве које нису прошле кроз судски процес, односно оне особе које су убијене на лицу места у полицијским заседама и окршајима или које су преминуле од последица мучења по полицијским станицама.
| политичка припадност         | број процеса | број осуђених | свеукупно година и месеци робије | вечно | на смрт | опаска               |
| ---------------------------- | ------------ | ------------- | -------------------------------- | ----- | ------- | -------------------- |
| комунисти                    | 165          | 902           | 2,247 год. и 3 м.                |       |         | 6 осуђено у одсуству |
| осуђени у усташким процесима | 85           | 340           | 1,220 год. и 11 м.               | 12    | 18      |                      |
| хрватска опозиција, СДК      | 33           | 144           | 357                              | 4     | 2       |                      |
| словеначка опозиција         | 11           | 27            | 14 год. и 4 м.                   |       |         |                      |
| Земљорадници                 | 3            | 5             | 2 год. и 8 м.                    |       |         |                      |
| због сељачких побуна         | 5            | 160           | 85 год. и 8 м.                   |       |         |                      |
| ВМРО                         | 7            | 11            | 46 год. и 8 м.                   |       | 4       |                      |
| социјалдемократе             | 1            | 2             | 3                                |       |         |                      |
| разни                        | 118          | 107           | 327 год. и 10 м.                 | 1     | 1       |                      |
| укупно                       | 428          | 1,698         | 4,301 год. и 52 м.               | 17    | 25      | 6                    |